# Conflito diplomático entre América do Sul e Europa em 2013

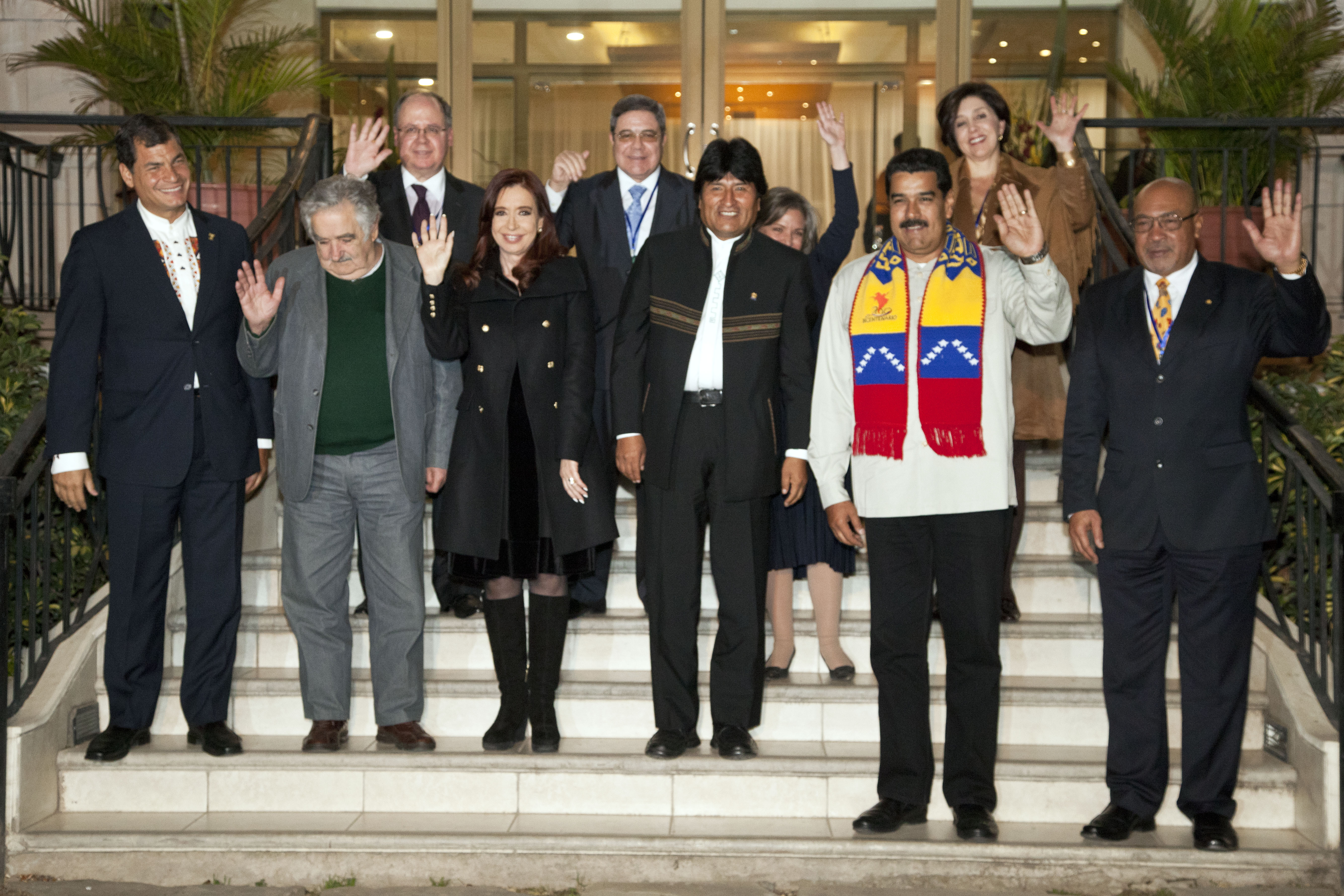
Chefes de Estado e de Governo da UNASUL em apoio a Evo Morales.

O conflito diplomático entre América do Sul e Europa em 2013 começou no dia 2 de julho desse ano, a partir da retenção do presidente da Bolívia, Evo Morales durante catorze horas no Aeroporto de Viena-Schwechat, na Áustria. Isto ocorreu quando França, Portugal, Itália e Espanha negaram o voo do avião presidencial boliviano sobre os seus espaços aéreos e quando a Espanha, presumidamente, tentara inspecionar a aeronave pela suspeita de que estivesse a bordo Edward Snowden, que tinha sobre si um pedido de captura por parte das autoridades dos Estados Unidos, devido às suas revelações sobre o programa de vigilância global PRISM, alegadamente conduzido por esse país.
O acontecido gerou una forte condenação por parte da maioria dos países sul-americanos, incluindo a Argentina, Belize, Brasil, Nicarágua, Uruguai e Venezuela.

## Desenvolvimento
O presidente boliviano se encontrava no final do mês de junho em Manágua, no marco de uma gira a bordo de seu avião presidencial, chegando em Moscou/Moscovo em 1 de julho, com o objetivo de discutir acordos energéticos com seu par russo, Vladimir Putin.
Em 2 de julho, a delegação boliviana, com Morales a bordo, partiu do aeroporto da capital russa, de regresso a La Paz, devendo realizar uma escala técnica em Portugal. Durante o voo, recebem a notificação de que Portugal negava tanto o aterrizar como o sobrevoo. Foi elaborado então um plano de voo alternativo, com a intenção de realizar a escala nas Ilhas Canárias. É então quando França se soma à negação imposta inicialmente por Portugal. Quatro países europeus em total impediram a aeronave de aceder ao espaço aéreo, e a França e Portugal se somariam Itália e Espanha.

## Reações
A Unasul emitiu um comunicado onde expressou solidariedade com o governo boliviano e manifestou a sua «indignação e profundo repúdio» pelo incidente, pedindo o seu bom esclarecimento. O organismo convocou uma reunião de emergência no dia 4 de julho.
O Congresso mexicano condenou energicamente o trato discriminatório ao o primeiro mandatário boliviano, classificando ademais o evento como uma «violação aos tratados internacionais sobre aviação civil».
O ministro da Defesa boliviano afirmou:
O ministro das Relações Exteriores boliviano, David Choquehuanca, acusou, em uma conferência de imprensa convocada de urgência, aos países que negaram a aterrissagem do avião presidencial de cometer «uma injustiça», já que a aeronave teve que aterrizar de emergência no aeroporto de Viena para reabastecer antes de continuar a viagem de volta para a La Paz.
Morales indicou que, durante a madrugada do dia 3, o embaixador da Espanha em Viena, Alberto Carnero, foi para o aeroporto e lhe pediu que lhe convidasse a tomar um café no avião. O presidente boliviano insistiu em não aceitar este pedido «por uma questão de dignidade».
A princípio também se incluiu a Espanha neste grupo de países, já que o próprio Morales havia afirmado que a Espanha tinha concedido inicialmente a permissão para reabastecer nas Canárias, mas a dita permissão foi posteriormente anulada. No entanto, o ministro de Assuntos Exteriores espanhol, José Manuel García-Margallo, assegurou que Espanha «em nenhum caso» proibiu ao presidente boliviano aterrizar em território espanhol. O governo espanhol deu uma autorização para Morales fizesse escala nas Ilhas Canárias, mas o avião «não aterrizou no prazo previsto», ao por posteriormente solicitasse «registrar o avião» antes de sua partida.
O ministro espanhol, afirmava no dia 9 de julho, em uma conferência organizada pela Europa Press:
Evo Morales pediu explicações aos governos europeus que impediam o sobrevoo de seu avião, ao suspeitar que ele poderia ir o agente da NSA, Edward Snowden, e anunciou que estudará ações legais contra eles por que considera um «sequestro». A primeira medida diplomática do governo boliviano será convocar com urgência os embaixadores de França, Itália e o cônsul de Portugal em La Paz para que expliquem as razões pelas ontem negaram o sobrevoo e o aterrissagem o avião do presidente.
O embaixador da Bolívia nas Nações Unidas, Sacha Llorenti, classificou o evento como «agressão» e condenou «a atitude racista, colonial e subordinada», mostrando seu convencimento de que a ordem para impedir o voo do avião presidencial partiu dos Estados Unidos. Bolívia pedirá ao secretário-geral da ONU, Ban Ki-moon, que investigue o que aconteceu. O vice-presidente da Bolívia, Álvaro García Linera, anunciou que seu governo já apresentado uma denúncia nas Nações Unidas por o que classifica de «sequestro» do avião em que viajava o presidente.
Por sua parte, os Estados Unidos disse que a proibição de que o avião em que voava o Presidente da Bolívia sobrevoasse o espaço aéreo da França e Portugal foi uma decisão individual dos países afetados.
Sobre este conflito diplomático, o presidente da Venezuela, Nicolás Maduro, catalogou ao Governo Espanhol de «infame» e disse que vai avaliar suas relações com a Espanha. Embora o mandatário venezuelano fez críticas gerais aos países que impediram a escala da nave de Morales, decidiu sinalizar ao Executivo Espanhol por pretender reter o avião de um chefe de Estado. Manifestou também que «quem se mete com a Bolívia, se mete com a Venezuela». Mario Vargas Llosa denunciou que os governos têm tratado ao Evo Morales de uma maneira «despectiva»  e o tacha de inaceitável, considera que o presidente da Bolívia «já resultado ser vítima» dentro di âmbito de Wikileaks.
Após a sua chegada em La Paz, Evo Morales assegurou que «não basta uma desculpa» dos países com os quais já se desencadeara esta grave crise diplomática.
O Presidente do Uruguai, José Mujica, indicou que o direito de asilo é sagrado e que os países envolvidos deviam responder com altura reconhecendo seu erro e pedindo desculpas, como um gesto de respeito aos países latino-americanos.